# Ꝗ
Ꝗ, ꝗ (Q со штрихом через нижний выносной элемент) — буква расширенной латиницы, которая образовалась из латинской буквы Q с добавлением диакритического знака штриха. В Средневековье использовалась как сокращение буквосочетаний quam, que, quan-, qui- (латынь), que (французский язык) и ar (ирландский язык).
Поскольку буква в качестве аббревиатуры использовалась ещё в средневековых рукописных текстах, то возможно проследить историю ее возникновения: первоначально аббревиатура que состояла из буквы «q» с дописанным к стволу символом «ӡ». Нижнее закругление «ӡ» как бы перечёркивало ствол «q». Впоследствии сохранилось только перечёркивание ствола. Конвергентным образом развивались аббревиатуры для quia и quod.
Буква использовалась писцами в средние века, где она применялась в основном как сокращение — современной параллелью этому было бы сокращение слова and с помощью амперсанда (&) в английском языке. Буква также использовалась для записи некоторых современных языков. С 1928 и по 1938 год в лезгинском и даргинском алфавитах использовалась Ꝗ, но с 1938 года оба соответствующих языка записываются с помощью алфавитов на основе кириллицы, в которых вместо Ꝗ используется диграф Кь.

## Использование
- Абхазский язык (1928—1938)
- Абазинский язык (1930-е)
- Цахурский язык (1934)
- Аварский язык (1928, 1932)
- Лакский язык (1928, 1930)
- Лезгинский язык (1928, 1932)

## Вычислительные коды
| Предварительный просмотр  | Ꝗ                                                                    | Ꝗ                                                                    | ꝗ                                                                   | ꝗ                                                                   |
| ------------------------- | -------------------------------------------------------------------- | -------------------------------------------------------------------- | ------------------------------------------------------------------- | ------------------------------------------------------------------- |
| Имя в Юникоде             | ЛАТИНСКАЯ ЗАГЛАВНАЯ БУКВА Q СО ШТРИХОМ ЧЕРЕЗ НИЖНИЙ ВЫНОСНОЙ ЭЛЕМЕНТ | ЛАТИНСКАЯ ЗАГЛАВНАЯ БУКВА Q СО ШТРИХОМ ЧЕРЕЗ НИЖНИЙ ВЫНОСНОЙ ЭЛЕМЕНТ | ЛАТИНСКАЯ СТРОЧНАЯ БУКВА Q СО ШТРИХОМ ЧЕРЕЗ НИЖНИЙ ВЫНОСНОЙ ЭЛЕМЕНТ | ЛАТИНСКАЯ СТРОЧНАЯ БУКВА Q СО ШТРИХОМ ЧЕРЕЗ НИЖНИЙ ВЫНОСНОЙ ЭЛЕМЕНТ |
| Кодировки                 | десятеричный код                                                     | шестнадцатеричный код                                                | десятеричный код                                                    | шестнадцатеричный код                                               |
| Юникод                    | 42838                                                                | U+A756                                                               | 42839                                                               | U+A757                                                              |
| UTF-8                     | 234 157 150                                                          | EA 9D 96                                                             | 234 157 151                                                         | EA 9D 97                                                            |
| Ссылка на числовой символ | &#42838;                                                             | &#xA756;                                                             | &#42839;                                                            | &#xA757;                                                            |
| ISO 5426-2                | 104                                                                  | 68                                                                   | 120                                                                 | 78                                                                  |